# 王新章
王新章（？—1959年），中华人民共和国政治人物。
担任民用航空局计划研究室顾问，曾参加两航起义。1954年，当选第一届全国人民代表大会代表。